# Bar (enhed)
 For alternative betydninger, se Bar. (Se også artikler, som begynder med Bar)
Bar er en fysisk enhed for tryk. Symbolet for bar er "bar". 1 bar er 100.000 pascal. Selvom bar ikke er en SI-enhed, bruges SI-præfikser sammen med bar.
Millibar er en tusindedel bar, eller det samme som 100 Pa eller 1 hPa, og det brugtes tidligere som mål for atmosfærisk lufttryk. I dag bruges hektopascal (hPa) af Danmarks Meteorologiske Institut i Danmark.

## Trykenheder og konverteringsfaktorer
|                    | Pa      | bar       | N/mm²     | kp/m²    | kp/cm² (at) | atm        | torr   | PSI           |
| ------------------ | ------- | --------- | --------- | -------- | ----------- | ---------- | ------ | ------------- |
| 1 Pa (N/m²)=       | 1       | 10-5      | 10-6      | 0,102    | 0.102×10-4  | 0,987×10-5 | 0,0075 | 1,450377×10-4 |
| 1 bar (daN/cm²) =  | 100.000 | 1         | 0,1       | 10200    | 1,02        | 0,987      | 750    | 14,5          |
| 1 N/mm² =          | 106     | 10        | 1         | 1,02×105 | 10,2        | 9,87       | 7500   | 145,0377      |
| 1 kp/m² =          | 9,81    | 9,81×10-5 | 9,81×10-6 | 1        | 10-4        | 0,968×10-4 | 0,0736 | 0,00142       |
| 1 kp/cm² (1 at) =  | 98100   | 0,981     | 0,0981    | 10000    | 1           | 0,968      | 736    | 14,2          |
| 1 atm (760 torr) = | 101325  | 1,013     | 0,1013    | 10330    | 1,033       | 1          | 760    | 14,7          |
| 1 torr =           | 133     | 0,00133   | 1,33×10-4 | 13,6     | 0,00136     | 0,00132    | 1      | 0,019         |
| 1 PSI =            | 6894    | 0,069     | 0,0069    | 704      | 0,0704      | 0,068      | 51,7   | 1             |